# Zsófia Döme
Zsófia Döme (Boedapest, 18 juni 1992) is een Hongaarse voormalige alpineskiester. Ze nam eenmaal deel aan de Olympische Winterspelen, maar behaalde geen medaille.

## Carrière
Döme nam nog nooit deel aan een wereldbekermanche.
Op de Olympische Winterspelen 2010 in Vancouver nam ze deel aan de slalom, Super G en de reuzenslalom. Op de super G eindigde ze 36e.

## Resultaten

### Wereldkampioenschappen
| Jaar | Plaats                 | Resultaten                   |
| ---- | ---------------------- | ---------------------------- |
| 2009 | Val-d'Isère            | 41e Reuzenslalom DNF1 Slalom |
| 2011 | Garmisch-Partenkirchen | 37e Slalom 53e Reuzenslalom  |

### Olympische Spelen
| Jaar | Plaats    | Resultaten                               |
| ---- | --------- | ---------------------------------------- |
| 2010 | Vancouver | 36e Super G 44e Slalom DNF1 Reuzenslalom |